# Rechtsextremismus und Esoterik

Die sogenannte Schwarze Sonne ist ein beliebtes Symbol esoterischer Rechtsextremisten.

Unter Schlagworten wie Rechtsextremismus und Esoterik, rechte Esoterik, braune Esoterik oder völkische Esoterik werden Bezüge und Überlappungen zwischen esoterischen und rechtsextremen Strömungen diskutiert.
Im Rahmen der Ariosophie fanden im frühen 20. Jahrhundert esoterisch-okkultistische Vorstellungen Eingang in die Völkische Bewegung in Österreich und in Deutschland. Guido von List griff Teile der Theosophie Helena Petrovna Blavatskys auf und integrierte sie in sein rassistisch-mythologisches Weltbild. Auch in die rassistischen Spekulationen des Jörg Lanz von Liebenfels, der den Begriff Ariosophie prägte, flossen esoterische Motive ein.
In der Zeit des Nationalsozialismus wurde die Ariosophie zunächst als „staatsfeindliche Sekte“ beobachtet und ab 1937 verboten. Esoterische Neigungen einzelner bedeutender Politiker wie Heinrich Himmler und Rudolf Heß wurden geduldet, erlangten aber nur einen marginalen Einfluss auf die Symbolpolitik und das äußere Erscheinungsbild politischer Doktrinen und Institutionen des Dritten Reichs. Populäres Interesse erfuhr das Thema in den 1950er Jahren durch kommerziell erfolgreiche Buchveröffentlichungen, wonach esoterische oder okkulte Einflüsse über Lanz von Liebenfels dem Aufstieg und Erfolg Adolf Hitlers und des Nationalsozialismus zugrunde gelegen haben sollen. In den 1990er Jahren kam es zu einer abermaligen Renaissance des Themas, da in der rechtsextremen Szene esoterische Inhalte und Symbole weitere Verbreitung gefunden hatten.

## Ursprünge
Die Suche nach einer nationalen Identität führte in Deutschland und Österreich auf dem Weg zum Nationalstaat zum Konstrukt einer idealisierten Vergangenheit, dem Geschichtsmythos des Germanentums. Aus der späten politischen Einigung Deutschlands – beziehungsweise in Österreich-Ungarn parallel zur Alldeutschen Bewegung – und aus einer „romantischen Gegenreaktion auf die Moderne“, besonders auf die forcierte Industrialisierung, entstand die Völkische Bewegung. Neben nationalistischem, antiliberalem und antisemitischem Gedankengut integrierten manche völkische Gruppierungen auch damals verbreitete okkulte und spiritistische Vorstellungen.
Heute missverständliche esoterische Begriffe wie Wurzelrasse sind laut Wolfram Pyta einem um 1900 praktizierten erheblich erweiterten Rassendiskurs entsprungen. Dieser habe die Vorstellung enthalten, dass die Fusion bestimmter Ethnien die kulturelle Höherentwicklung des gesamten Menschengeschlechts befördere und sich zudem kulturanthropologisch von der heute präsenteren biologistischen Variante abgesetzt. Nach der erweiterten Lesart fungiere Rasse in solchen Zusammenhängen als eine flexible Ordnungskategorie von sozialen und kulturellen Entitäten. Die Übernahme von esoterischen Begriffswelten bei völkisch-nationalistischen Kreisen habe meist die angeführte biologistische Interpretation vorausgesetzt, die den betont spirituellen Vorstellungen führender Esoteriker wie Helena Petrovna Blavatsky oder Rudolf Steiner selbst fremd gewesen sei.

### Ariosophie

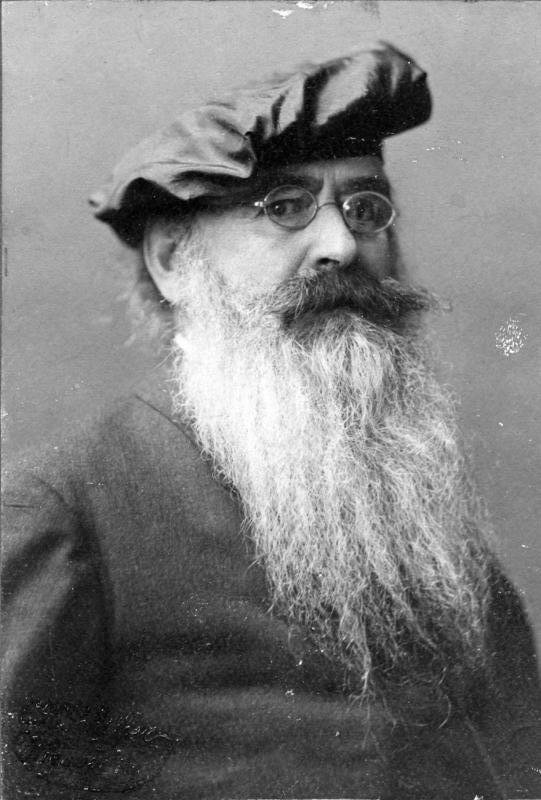
Guido von List 1913; Aufnahme: Conrad H. Schiffer

Nicholas Goodrick-Clarke bescheinigt dem Okkultismus in der Ariosophie Guido von Lists und Jörg Lanz’ von Liebenfels die Rolle einer „geheiligten Legitimation“ ihrer grundlegenden Ablehnung gegenüber der Moderne und dem Materialismus. Die anglo-indische Theosophie Blavatskys habe dabei eine „religiöse Mystik und ein universales Grundprinzip für die politische Haltung“ des kleinen Sektiererkreises der Ariosophen geboten. Die Ariosophen „beschrieben ein vorgeschichtliches Goldenes Zeitalter, in dem weise, gnostische Priesterschaften okkult-rassistische Lehren verkündeten und über eine überlegene, rassisch reine Gesellschaft herrschten.“ Dies lokalisierten sie in Atlantis, Thule oder Hyperborea. Die Theosophie Helena Petrovna Blavatskys, die bei ihrer Wurzelrassenlehre für die Neuzeit eine arische Epoche und die damalige Gegenwart einer germanisch-nordischen Unterepoche angenommen hatte, interpretierten sie als Vorhersage einer deutschen Weltherrschaft.
List verband diese Ideen mit germanischer Mythologie, einem neuheidnischen Odinskult, Runenweisheit und Runenmagie. Lanz von Liebenfels dagegen verwertete Elemente der jüdisch-christlichen Tradition, der Archäologie, Anthropologie und Physik für seine eigene neo-gnostische Religion. Die Ideen und Symbole Lanz’, Lists und ihrer Nachredner wurden im spätwilhelminischen Deutschland von diversen antisemitischen und nationalistischen Gruppen rezipiert, aus denen nach dem Ersten Weltkrieg verschiedene rechtsradikale Bünde entstanden, darunter die NSDAP.
In Lanz’ Schrift Theozoologie oder die Kunde von den Sodoms-Äfflingen und dem Götter-Elektron (1904) behauptete er, die Götter seien nur frühere Lebensformen gewesen. Diese Theozoa hätten im Gegensatz zu Adams Nachkommen, den Anthropozoa (Tier-Menschen), außergewöhnliche elektrische Sinnesorgane und damit telepathische und allwissende Fähigkeiten besessen. Diese seien durch Rassenmischung mit den Tiermenschen verloren gegangen, die Arier als engste Nachfahren der Gottmenschen könnten sie jedoch durch ein allgemeines Segregationsprogramm wiedererlangen.
Von Lists Ideen beeinflusst waren der antisemitische Reichshammerbund und dessen geheime Schwesterorganisation, der Germanenorden. Sie wurden 1912 auf Initiative Theodor Fritschs gegründet, der als Wegbereiter des germanisierenden Antisemitismus in Deutschland gilt und auf den sich später etwa der NS-Chefideologe Alfred Rosenberg berief. Hermann Pohl, der den Germanenorden über einige Jahre hin leitete, war ein Anhänger des Listschen Runenokkultismus. Er glaubte, dass „die Arier“ durch Rassenmischung, besonders mit Juden, das Wissen um die magische Macht der Runen verloren hätten und dass dieses Wissen wieder erlangt werden könne, wenn man die arische Rasse von rassenfremden „Verunreinigungen“ befreie.
Der Germanenorden war in erster Linie eine antisemitische politische Organisation. Ariosophische Motive flossen in den Initiationsritus ein, wo sie mit freimaurerischen Traditionen und der Musik Richard Wagners verbunden wurden. Sein Hauptanliegen sah der Orden darin, als Reaktion auf eine vermeintliche geheime jüdische Verschwörung Informationen über diesbezügliche Aktivitäten von Juden zu sammeln und publik zu machen.
Für öffentliche politische Aktivitäten neben der verborgenen Tätigkeit des Germanenordens wurde 1918 die Thule-Gesellschaft gegründet. Ihre weltanschaulichen Richtlinien wurden 1918 von dem Antisemiten Rudolf von Sebottendorf entworfen, einem Bewunderer von List und Lanz. Er verließ die Gesellschaft allerdings 1919 wieder, und in ihrem Rahmen wurden keine okkulten Praktiken geübt.
Eine völkische, agrarromantische Blut-und-Boden-Ideologie im Gefolge der Ariosophie vertraten die Artamanen. Ihr Weltbild war von rassenideologischen und esoterischen Vorstellungen geprägt.

### Zeit des Nationalsozialismus

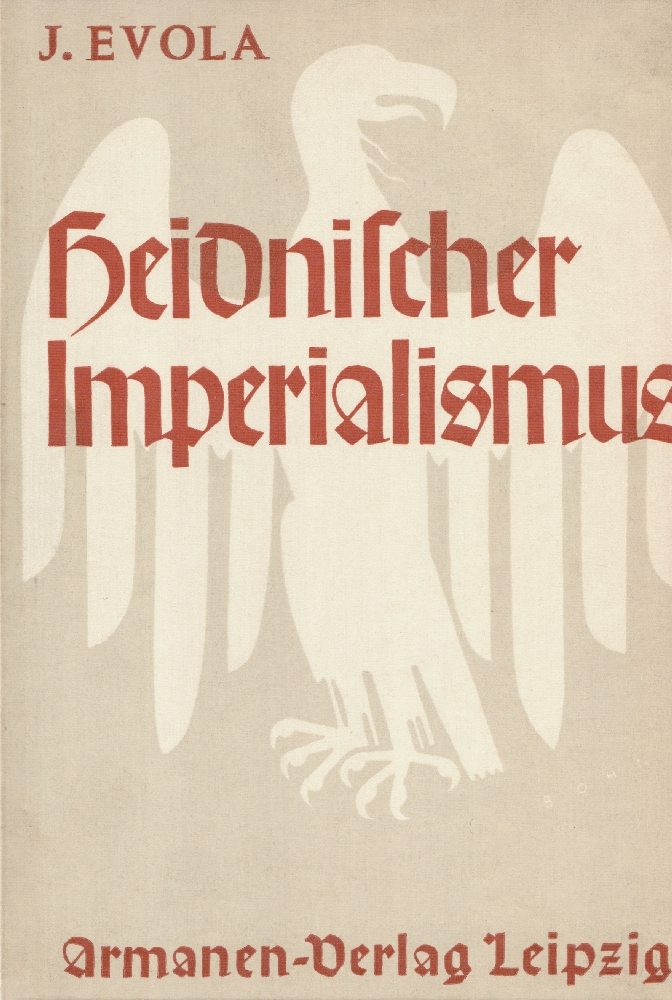
Deutsche Ausgabe (1933) von Evolas Imperialismo pagano (1928)

Nach der Machtergreifung 1933 erhofften sich die völkisch-religiösen Gruppen mit ihren beiden Hauptrichtungen, dem deutschchristlichen und dem neuheidnischen Flügel, einen „neuen Deutschen Glaubensfrühling“. In der Anfangszeit des NS-Regimes kam es zu intensiven Auseinandersetzungen zwischen neopaganistisch-völkischen Gruppierungen und den Großkirchen beider Konfessionen. Trotz zeitweiliger Unterstützung einzelner Gruppierungen durch das NS-System erfüllten sich diese Hoffnungen jedoch insgesamt nicht. Die Ariosophen hatte Adolf Hitler bereits in Mein Kampf (1925/26) als einen Haufen von Wirrköpfen bezeichnet. Hitler war zwar von ihren manichäischen und millenaristischen Motiven beeinflusst, die ariosophischen Vorstellungen von einem prähistorischen Goldenen Zeitalter, einer gnostischen Priesterschaft und Orden, die ein geheimes Erbe hüten, teilte er jedoch nicht. Nach der Machtergreifung wurden ariosophische Gruppierungen neben allen anderen okkultistischen sowie freimaurerischen und etlichen religiösen Gruppen als „staatsfeindliche Sekten“ eingestuft und zunächst vom Sicherheitsdienst des Reichsführers SS beobachtet. Mit einem Erlass vom Juli 1937 wurden dann alle derartigen „Sekten“ verboten. 1938 betonte Hitler: „Das Einschleichen mythisch veranlagter okkulter Jenseitsforscher darf daher in der Partei nicht geduldet werden.“
Trotzdem gingen einzelne prominente Nationalsozialisten weiterhin ihren esoterisch/okkulten Neigungen nach. Rudolf Heß, der „Stellvertreter des Führers“, nahm regelmäßig die Dienste von Astrologen, Magnetheilern und Hellsehern in Anspruch. Auch der Reichsführer SS und Reichsinnenminister Heinrich Himmler interessierte sich für Okkultismus sowie für östliche Religionen. 1933 wurde ihm der ariosophische „Hellseher“ Karl Maria Wiligut vorgestellt, der angeblich über hellseherische Kenntnisse des Lebens der alten Teutonen verfügte. Himmler nahm Wiligut als Leiter der Abteilung Vor- und Frühgeschichte in die SS auf und zog ihn bald auch als persönlichen Berater in Fragen der Symbolik und der Zeremonien der SS heran. So trug Wiligut zur Gestaltung des Totenkopfrings der SS und zum Ausbau der Wewelsburg als Zeremonienstätte bei. Wiligut wurde von Himmler beauftragt, die Ideologie Julius Evolas auszuloten und dessen Buch über Heidnischen Imperialismus (1933) aus Perspektive seiner eigenen Traditionen zu beurteilen. Er kam zu dem Schluss, dass Evola zwar mit einem arischen Konzept arbeite, aber keine Kenntnisse der germanischen Institutionen und ihrer Bedeutung besitze, woraufhin die SS anordnete, weitere Aktivitäten Evolas im Dritten Reich zu behindern. 1939 trat Wiligut aus der SS aus, nachdem bekannt geworden war, dass er mehrere Jahre wegen einer paraphrenen Psychose entmündigt in einer Salzburger Nervenklinik verbracht hatte.
Auch der Runenokkultist Rudolf John Gorsleben leistete Beiträge zum mythologischen Grundton der NS-Ära. Nach Gorsleben habe die saubere Zuchtpraxis einer rassisch reinen Menschheit und der spirituelle Fortschritt der Arier durch die Reaktivierung okkulter Kräfte, auf der Basis von Astrologie, Kabbalismus und Magie zu geschehen.
Die okkulten Neigungen Himmlers und Heß’ waren in der Führungsriege des NS aber Ausnahmen und blieben weitgehend Privatsache. Direkte Einflüsse okkulter Zirkel auf den Aufstieg und die praktische Machtpolitik der Nationalsozialisten gehören in das Gebiet der Legende, insbesondere Verschwörungstheorien rund um die Thule-Gesellschaft. Die Ariosophie war, wie Goodrick-Clarke schreibt, nur ein extremes Symptom einer Geisteshaltung im Umfeld der Entstehung des Nationalsozialismus, das zentrale Bereiche der Kultur umfasste, damit auch Esoterik. Sie erlangte einen gewissen Einfluss auf die Symbolpolitik und das äußere Erscheinungsbild politischer Doktrinen und Institutionen des Dritten Reichs.
Unmittelbar nach dem „Englandflug“ von Heß 1941 folgten unter der Leitung von Reinhard Heydrich im Zuge der „Aktion gegen Geheimlehren und sogenannte Geheimwissenschaften“ massive polizeiliche Maßnahmen gegen alle Angehörigen solcher Gruppierungen mit der Anordnung, sie in Konzentrationslager einzuweisen oder zur Zwangsarbeit zu verurteilen. Dabei wurde Heß als Geisteskranker bezeichnet, der aufgrund des Einflusses von Astrologen, Mesmeristen und anderer Okkultisten unter Halluzinationen leide.

## Rechtsextremismus und Esoterik seit 1945
International existierten nach dem Zweiten Weltkrieg rechtsextreme Gruppen, die das nationalsozialistische Deutschland zum Modell hatten. Mehr Verbreitung fanden solche Gedanken seit den 1970er Jahren auch durch die Aneignung metaphysischer, transzendenter Rechtfertigungen. Dabei wurde besonders auf die Ariosophie zurückgegriffen, versetzt mit Entlehnungen aus orientalischen Religionen und europäischer Esoterik. So entstand eine neue völkisch-esoterische „Defensiv-Ideologie“, die gegen westliche Demokratie, Globalisierung, Einwanderung sowie Tolerierung und Förderung ethnischer Minderheiten gerichtet ist und gleichzeitig ungeminderten Antisemitismus betreibt. Nicholas Goodrick-Clarke sieht darin einen Beweis für die „Zählebigkeit der dämonologischen Denkmuster des Nazismus“, die einer „dualistischen Einteilung der Welt in Hell und Dunkel, in Gut und Böse“ folge, in der Tradition manichäischer, gnostischer und chiliastischer (reinrassiges Tausendjähriges Reich) Vorstellungen.
René Freund schreibt über rechtsextreme Tendenzen in der New-Age-Bewegung seit den 1980er Jahren, die esoterische Ideen wiederentdeckt und zunächst libertäre und pazifistische Ideale betont habe. Thomas König sieht diesen Zusammenhang als marginal an. Aufgrund der losen Organisationsform in Netzwerken gibt es lediglich mehr oder weniger große Schnittmengen, die beiden Lagern zugehören.
Seit den 1950er Jahren formierte sich um die ehemaligen SS-Mitglieder Wilhelm Landig und Rudolf Mund ein Kreis von Autoren, der einen esoterischen Neonazismus begründete. Die dort diskutierten Inhalte erfuhren seit den 1970er Jahren zunächst vor allem durch Landigs Thule-Trilogie eine größere Verbreitung. Ab den späten 1980er Jahren wurden die Gedanken des Landig-Zirkels vor allem durch eine jüngere Generation von Autoren um die deutsch-österreichische Tempelhofgesellschaft aufgegriffen und weiterentwickelt. Eines der vom Landig-Zirkel und den jüngeren Autoren zentral diskutierten Motive war die Schwarze Sonne, die in den 1990er Jahren zu einem der Erkennungszeichen der rechtsesoterischen Szene nach 1945 wurde. Sie besteht aus zwölf in Ringform gefassten gespiegelten Sig-Runen. Die Bezeichnung für ein NS-Bodenornament im Obergruppenführersaal der Wewelsburg kam erst nach dem Zweiten Weltkrieg auf. Das Ornament wurde erstmals 1991 in einem im Arun-Verlag erschienenen Roman mit der Schwarzen Sonne identifiziert. Viele der rechtsextremen Symbole und Zeichen aus dem Fundus vorgeblich uralter germanischer Mythen und Runen werden wieder, teilweise in neuen Zusammenhängen, verwendet.
Das 1980 in Kassel gegründete Thule-Seminar gab in seinen Anfängen Impulse zur Intellektualisierung des Rechtsextremismus und habe mittlerweile den Charakter einer rechtsextremistischen Sekte, die sich nichtsdestotrotz als Forschungsstätte indoeuropäischer Kultur stilisiert. Mit dem Organisationsnamen wird der Thule-Mythos aufgegriffen, der in der rechtsextremistischen Esoterik für ein untergegangenes nordisches Reich steht, „dessen versprengte Überlebende später angeblich die germanische und nordische Rasse gegründet haben.“ Mit seiner Sonnenrad- und Runen-Symbolik knüpft das Thule-Seminar an den Nationalsozialismus und die Thule-Gesellschaft an.
Rechtsextreme Esoteriker beteiligen sich an den Protesten gegen Schutzmaßnahmen zur COVID-19-Pandemie in Deutschland und sind daher seit 2020 häufiger in den Schlagzeilen.

### Julius Evola
In Süd- und Osteuropa greifen führende Neofaschisten, wie Roberto Fiore, der Begründer der rechtsextremen Third-Position-Ideologie und Generalsekretär der Europäischen Nationalen Front, auf lokale ideologische Vorreiter wie Julius Evola und Corneliu Zelea Codreanu zurück. Weder Evola noch Codreanu hatten im italienischen Faschismus wie der rumänischen Königsdiktatur eine Regierungsposition inne, waren aber wichtige Ideologen. Evola ist neben Savitri Devi, Miguel Serrano und Jan Udo Holey der wichtigste Autor für Kreise, die Esoterik und Neonazismus miteinander verbinden. Evolas rassistische und antisemitische Thesen sind symbolisch überladen und ins Mythische überhöht, was sie für heutige Rechtsextremisten, die eine direkte Gleichsetzung mit der nationalsozialistischen Vernichtungspolitik vermeiden wollen, attraktiv macht. Evolas arisch-nordische Esoterik prägte die erste Generation der Neofaschisten nachhaltig: Mussten rechtsextreme italienische Terroristen in ein anderes europäisches Land fliehen, befruchteten sie die dortigen rechtsextremen Parteien und Gruppen mit Evolas Ideen, wodurch der kaum bekannte Autor posthum „zu einer Ikone der Opposition gegen Demokratie und Liberalismus im Westen“ wurde.

### Erfindung eines esoterischen Nationalsozialismus und esoterischer Hitlerkult

#### Savitri Devi
Die 1905 in Lyon geborene Savitri Devi reiste 1932 nach Indien, um dort Spuren der arisch-vedischen Kultur zu finden, die sie als einziges Überbleibsel eines indoeuropäischen Heidentums ansah, das der Nationalsozialismus wiederbelebe. Sie lebte dort bis 1948, übernahm Bal Gangadhar Tilaks Lehre von der arktischen Herkunft der Arier und war fasziniert vom Kastensystem als Garanten der rassischen Reinheit der von ihnen abstammenden Brahmanen. Aus den Puranas übernahm sie die Lehre vom Zyklus der Zeitalter, eines Verfalls von einem Goldenen Zeitalter bis zum Kali-Yuga, in das die Welt um 3000 v. Chr. eingetreten sei. Hitler sah sie als Avatar und „Menschen gegen die Zeit“, der weise und brutal die unvermeidliche Katastrophe forciere, um danach ein neues Goldenes Zeitalter zu ermöglichen. Dazu gehöre die weltweite Wiedergeburt eines arischen Kastensystems und die Vernichtung der Juden als deren Widersacher. Sie übernahm die Bhakti orthodoxer Hindus, die sich neben Vishnu und Shiva aus Opposition gegen das britische Kolonialregime auch an Hitler und Stalin richtete. Einen solchen Hitlerkult praktizierte sie auf einer Propagandareise durch Deutschland 1948 sowie einer „Pilgerreise“ 1953 zu wichtigen Orten in Hitlers Leben sowie zu den Externsteinen. Durch ihre Kontakte zu alten und neuen Nationalsozialisten wie Hans-Ulrich Rudel, besonders als Mitbegründerin der World Union of National Socialists, wurde sie in der Szene international bekannt. Matt Koehl veranlasste, dass 1982 ihre Urne in Milwaukee, im „Neonazi-Walhalla“ der ehemaligen American Nazi Party aufgestellt wurde.

#### Miguel Serrano
Eine ab den 1970er Jahren sehr einflussreiche Form des Hitlerkults („esoterischer Hitlerismus“) entwickelte der chilenische Diplomat Miguel Serrano. Er schloss sich 1939 dem Movimento National Socialista de Chile an und verfocht bald – nach Lektüre der Protokolle der Weisen von Zion – heftig Ideen einer jüdischen Weltverschwörung. 1941 trat er in den Esoterikorden Hugo Gallos ein, der rituelle Magie sowie tantrisches und Kundalini-Yoga praktizierte. Die yogische Erfahrung des Aufsteigens setzte dieser in Beziehung zu Nietzsches Willen zur Macht; er sah Hitler als ein Wesen höchster Willenskraft und einen Eingeweihten vedisch-arischer Lehren. Nach Kriegsende trat Serrano wenig mit diesen Gedanken hervor, wandte sich aber erneut dem Nationalsozialismus zu, nachdem er 1970 von dem sozialistischen Präsidenten Salvador Allende in den Ruhestand versetzt worden war. Er nahm C. G. Jung „wörtlicher, als dieser sich selbst nimmt“, und sah in den Archetypen Götter, die über ihre Rassen regierten. Er interpretierte das kollektive Unbewusste biologistisch-rassistisch als „Gedächtnis des arischen Blutes“. Der arische Archetyp habe Hitler als Medium der Einwirkung auf die Welt erkannt. Serrano übernahm Devis Phantasie von Hitler als Avatar Vishnus, Shivas oder Wotans; sein Ziel sei gewesen, die verlorene Göttlichkeit der Arier wiederherzustellen. Serrano inspirierte die hauptsächlich in England, Frankreich und Neuseeland aktive Szene der so genannten Nazi-Satanisten, die unter Namen wie Black Order und Infernal Alliance
lose vernetzt sind.

#### Die Wiener Gruppe um Landig
Bereits seit den 1950er Jahren diskutierten die ehemaligen österreichischen SS-Mitglieder Wilhelm Landig und Rudolf Mund sowie der Wiener Ingenieur Erich Halik esoterische Ideen im Zusammenhang mit dem Nationalsozialismus. Im Mittelpunkt stand dabei die Vorstellung von einer esoterischen SS, die auch nach der deutschen Niederlage im Zweiten Weltkrieg in verborgenen Basen unter den Polen fortbestehe und unter dem Zeichen der Schwarzen Sonne operiere, einer Energiequelle, die die arische Rasse regenerieren könne. Diese Streitkräfte verfügten laut Landig über fortschrittliche Technologie wie Flugscheiben, die bereits von Halik in den 1950er Jahren diskutiert worden waren. In seiner bekannten Thule-Trilogie verbreitete Landig diese Vorstellungen erfolgreich in Romanform.
Unter Bezug auf die Philosophie Evolas vertrat Landig die These, dass Hitlers steiler Aufstieg zur Macht durch thuleanische Unterstützung ermöglicht wurde; dabei bezieht er sich auch auf esoterische Atlantistheorien und die Welteislehre. Hitler und alle Deutschen seien jedoch sich selbst überlassen worden, nachdem sie den falschen Weg eingeschlagen hätten, wie es alle Protagonisten des materialistischen und machthungrigen Shambala verdient hätten, deren Symbol das Biest mit der Zahl 666 sei. Landig garniert seinen Roman mit weiteren zeitgenössischen Mythen, wie unterirdischen Reichen, den Katharern, dem heiligen Gral, geheimen Zellen der SS, tibetanischen Meistern und Rassemythen sowie allerlei politisch und okkulten internationalen Verschwörungen.
Die Ideen des „Wiener Zirkels“ beziehen sich einerseits auf Autoren wie Julius Evola, Herman Wirth und Otto Rahn, andererseits auf ältere völkische und ariosophische Inhalte. In der Person Rudolf Munds werden diese Kontinuitäten zur Ariosophie besonders deutlich, da er in den 1950er Jahren dem Neutempler-Orden beigetreten war und 1979 zu dessen Prior aufstieg.

#### Die Tempelhofgesellschaft und die Causa Nostra
Wie Julian Strube gezeigt hat, griff eine jüngere Generation von Autoren die Ideen des „Wiener Zirkels“ auf und baute sie weiter aus. Hier sind vor allem die Publikationen von Ralf Ettl und Norbert Jürgen-Ratthofer zu nennen. Diese waren Mitglieder der Tempelhofgesellschaft, die seit den 1980er Jahren unter der Ägide ihres „Großkomturs“ Hans-Günter Fröhlich aktiv gewesen war. Sie hatte Verbindungen in das deutschsprachige rechtsextreme Netzwerk. Die erste umfangreichere Publikation der Tempelhofgesellschaft erschien 1987 unter dem Titel Einblick in die magische Weltsicht und die magischen Prozesse. Auszüge aus dieser Publikation und aus Artikeln in der rechtsextremen Zeitschrift CODE belegen, dass zwischen den Mitgliedern der Tempelhofgesellschaft und dem Kreis um Wilhelm Landig ein Austausch stattfand, der sich vor allem um die sumerischen/babylonischen Ursprünge der Deutschen und das Konzept der Schwarzen Sonne drehte.
Die einflussreichste Publikation der Tempelhofgesellschaft erschien Anfang der 90er Jahre unter dem Titel Das Vril-Projekt und übte einen entscheidenden Einfluss auf die Herausbildung einer rechten Ufologie aus.
In den 1990er Jahren verließ Ralt Ettl die Tempelhofgesellschaft und gründete in der Folge den Freundeskreis Causa Nostra, der bis heute derartige Ideen, in teils abgewandelter Form, verbreitet. Die Causa Nostra pflegt unter anderem Verbindungen zum Schweizer Unitall-Verlag, dessen Publikationen die Ideen der Tempelhofgesellschaft/Causa Nostra in der Form von Romanen (Stahlfront, Aldebaran) und Sachbüchern (u. a. über Jörg Lanz von Liebenfels) verarbeiten.
Seit dem Tode H.G.Fröhlichs 2014 wird die Arbeit durch seinen Nachfolger ohne öffentliche publizistische Arbeit fortgesetzt.

### USA

#### Esoterische Elemente im rassistischen Odinismus
Eine radikale „Frontlinie des rassistischen Heidentums“ bildet eine Form des Odin-(Wotan)kults, dessen Ursprünge in der deutschen und österreichischen völkischen Bewegung liegen, bei Guido von List, dem Armanenorden und der Deutschgläubigen Gemeinschaft. Begründet wurde er in den USA 1969 mit der Odinist Fellowship Else Christensens, die in den 1930er Jahren dem linken Strasser-Flügel der Dänischen Nationalsozialistischen Arbeiterpartei angehört hatte. Dazu gehören etwa die Ásatrú Free Assembly (AFA) oder die neonazistische Organisation White Aryan Resistance. Dieser Wotankult hat auch Anhänger in Europa, Südafrika und Australien.
Jost Turner, der aus der AFA ausgeschlossen worden war, hatte zwei Jahre lang innerhalb der Hippie-Bewegung gelebt und gründete in den 1980er Jahren die Landkommune Volksberg in den Bergen Nordkaliforniens. Er nahm Christensens Vorstellung auf, Archetypen des Unbewussten im Sinn Carl Gustav Jungs seien rassespezifisch verankert. Darin integrierte er endzeitliche New-Age-Ideen, die aus Yoga und Hinduismus kamen. In seiner Lehre Aryan Krya kombinierte er ario-vedische Glaubenssätze, nordische Mythologie und Tantrismus mit dem komplexen Geschichtsmodell Savitri Devis und einer Sicht Hitlers als Märtyrer. Das hereinbrechende Kali-Yuga oder Wolfszeitalter verdunkle die „kosmische Wahrheit […], dass weder Individuen noch Rassen gleich sind“. Mit Krya könnten arische Individuen eine höhere spirituelle Entwicklungsstufe erkennen und die Welt von ihrer Talfahrt in die Degeneration abhalten, zurück zur Harmonie mit der Natur und in das von Adolf Hitler vorhergesagte Goldene Zeitalter.

#### National Renaissance PartyundNeues Atlantis
Die 1949 gegründete neonazistische National Renaissance Party erregte in den 1960er und 70er Jahren Aufsehen durch gezielte Demonstrationen in hauptsächlich von Juden und Schwarzen bewohnten Vierteln New Yorks, die regelmäßig zu gewalttätigen Auseinandersetzungen führten. Ihr Vorsitzender James H. Madole (1927–1979) war von Science-Fiction, Neuheidentum und Satanismus beeinflusst, besonders jedoch von indischen Lehren und der Theosophie Helena Petrovna Blavatskys. Von dieser übernahm er etwa – wie bereits Lanz von Liebenfels – die Erzählung von der Rassenmischung der am tiefsten stehenden Wurzelrasse, der Lemurier, die wahre Ungeheuer hervorgebracht habe. Er propagierte die Kastengesellschaft des vedischen Indien als Modell eines auf dem Boden der USA zu errichtenden nationalsozialistischen Staates Neues Atlantis. Dieses hierarchische Modell stamme aus dem untergegangenen Atlantis, wo Arier als „Weiße Götter“ verehrt worden seien, und habe sich auch im antiken Ägypten und Rom sowie im keltischen Europa der Druiden fortgesetzt. Es war für Madole weit mehr als eine romantische Sehnsucht nach einem Goldenen Zeitalter, sondern er wollte seine autoritäre Utopie herbeizwingen durch Gewalt, Auswahl und Förderung der Geeigneten, Schulung arischer Philosophenkönige sowie Eliminieren von ihm als minderwertig definierter rassischer Elemente mittels Euthanasie und Eugenik. Hierarchie und Rassensegregation waren für ihn Ausdruck einer Harmonie zwischen Makrokosmos (Universum) und Mikrokosmos (menschlichem Körper). Die „Anarchie gebärende chaotische Demokratie“ sei „ein getreues Bild der jüdisch-christlichen Rebellion gegen die Natur“. Goodrick-Clarke urteilt über Madole hinaus zum Zusammenhang zwischen Rechtsextremismus und Esoterik: „Wer solch Totalitäres plant, sucht sich gewöhnlich eine möglichst wuchtige Rechtfertigung, am liebsten leitet er sie aus der Transzendenz ab.“

### Rechtsextreme Ufologie
Eine antisemitische Verschwörungstheorie steckt hinter der Ufologie im Gefolge Jan Udo Holeys (Jan van Helsings). Danach seien in Deutschland „gute“ Außerirdische tätig gewesen, was Holey mit einer „Illuminatenverschwörung“ in Verbindung setzt. Dabei wird die in esoterischen wie rechtsextremistischen Kreisen oft behauptete Weiterexistenz des von Adam Weishaupt 1776 gegründeten und 1785 aufgelösten Ordens der Illuminaten angeführt. Das nationalsozialistische Deutschland sei am Ausbruch des Zweiten Weltkrieges unschuldig und Opfer einer Kriegstreiberei durch eine jüdisch gelenkte Presse. Einen weiteren Mythos, der unter anderem von Neonazis propagiert wird, stellen die sogenannten Reichsflugscheiben dar. Danach sollen im nationalsozialistischen Deutschen Reich unter Einflussnahme der fiktiven Vril-Gesellschaft untertassenförmige Flug- und Raumfahrzeuge gebaut und getestet worden sein.
Holey stützte seine Behauptungen weitgehend auf die Publikationen der oben behandelten Tempelhofgesellschaft, deren Ideen und Grafiken er für seine Publikationen verwendete. Die Publikationen der THG-Mitglieder Ralf Ettl und Norbert Jürgen-Ratthofer trugen maßgeblich zur Herausbildung dieser rechten Ufologie bei. So verwendeten die rechten UFO-Autoren D. H. Haarmann und O. Bergmann angebliche Zeichnungen von deutschen UFOs, die in den 1980er Jahren von Ralf Ettls Abraxas Videofilm Produktionsgesellschaft mbH verbreitet worden waren. Die Zeichnungen sind augenscheinlich von den Fotos in George Adamskis UFO-Klassikern inspiriert worden.
Siehe auch: Verbindung zwischen Ufologie, Esoterik und Rechtsextremismus

### Germanische Neue Medizin
Die sogenannte Germanische Neue Medizin steht abseits evidenzbasierter medizinischer Methoden und lehnt diese teilweise mit der Begründung ab, diese seien „jüdische Erfindungen“. Stattdessen werden esoterische, aus medizinischer Sicht unwirksame Heilmethoden propagiert. Ryke Geerd Hamer begründete diese 1981. Nach seinem Tod ist heute Helmut Pilhar einer seiner wichtigsten Vertreter im deutschsprachigen Raum. In rechtsextremen Kreisen ist die Germanische Neue Medizin sehr beliebt.

### Weitere Autoren
Der Verleger und Autor Dieter Rüggeberg verfasste Bücher über Geheimpolitik, in denen er, an die Protokolle der Weisen von Zion anknüpfend, antisemitisch-antifreimaurerische Verschwörungstheorien verbreitet. Zur Untermauerung seiner Behauptungen zitiert er ausgiebig aus der nationalsozialistischen und völkischen Literatur der 1920er bis 1940er Jahre. Rüggeberg bedient sich typisch revisionistischer Argumentationsmuster, kommentiert Holocaustleugner wohlwollend und nimmt zustimmend Bezug auf andere rechtsextremistische Werke. Daneben bezieht er sich oft zustimmend auf Rudolf Steiner.
Der Autor Jo Conrad sieht sich in der geistigen Nachfolge von Holeys Verschwörungstheorien, die ihm als Quelle dienen. Conrad bezieht sich positiv auf die Protokolle von Zion und vertritt mehrere Auffassungen im Sinne des rechtsextremistischen Revisionismus.
Wie Holey und andere Geschichtsfälscher zieht auch der (pseudonyme) Autor E. R. Carmin in seinem Buch Das schwarze Reich. Geheimgesellschaften und Politik im 20. Jahrhundert die Protokolle von Zion als glaubwürdige Quelle heran. Carmin vermixt Fundstellen seriöser und rechtsextremistischer Autoren zu einem magischen Weltbild. Demzufolge liege den gestaltenden historischen Ereignissen des 20. Jahrhunderts ein Masterplan auf Basis einer strengen Esoterik als Triebfeder zur Erreichung der Machtziele zugrunde.

### Musik
Eine Verbindung von rechtsextremer Weltanschauung mit esoterischen Elementen gibt es in der Metal-Subströmung NSBM sowie teilweise im Viking Metal und im Pagan Metal. Im NSBM wird, so Johannes Baldauf in einer Broschüre über Neonazi-Strategien in sozialen Netzwerken der Amadeu Antonio Stiftung, „[d]ie NS-Zeit […] okkult-esoterisch verklärt. Nordische Mythologie und Blut-und-Boden-Ideologie spielen eine wichtige Rolle und werden zu einem Konstrukt der ‚arischen Vorherrschaft‘ zusammengefügt.“ Die australische NSBM-Band Spear of Longinus definiert ihre Musik als „okkulten Nazi-Metal“. Das neuseeländische Fanzine Key of Alocer publiziert unter anderem Artikel über Nazismus und Satanismus, das niederländische Pendant Trumpeter of Evil glorifiziert die holländische SS.
Der Neofolk-/Post-Industrial-Musiker und Verleger Michael Moynihan wird als ein „‚Guru‘ der neuheidnischen und rechten Esoterik“ angesehen. Er interessiert sich für den Mithras-Kult sowie Mythen der keltischen und germanischen Vergangenheit und sieht Charles Manson in positivem Sinn als Gnostiker mit ähnlichen Ideen wie Alfred Rosenberg. Von daher vertritt er Werte wie Ehre, Wahrhaftigkeit, Opfer, Hierarchie und eine Daseinsauffassung, in der „Kampf und Krieg als natürliche Hindernisse auf dem Weg zur höheren Entwicklung akzeptiert werden“. Eine damit verbundene Mitleidlosigkeit führte ihn zu einer Relativierung des Holocaust und der Forderung nach der Neueröffnung der Gaskammern. Aufgrund der öffentlichen Proteste distanzierte er sich später von politischen Gruppierungen.

## Karmalehre und Holocaust
Das aus dem Hinduismus stammende Kastensystem erlaubt rassistische Adaptationen östlicher Spiritualität, besonders in Verbindung mit Karma- und Wiedergeburtsvorstellungen. Wenn die sozialen, ökologischen und ökonomischen Bedingungen, unter denen ein Mensch lebt, auf sein Karma, d. h. sein Verhalten in vergangenen Leben zurückgeführt werden, werden Menschen nicht mehr als Opfer von Naturereignissen oder menschlicher Untaten betrachtet, sondern ihr Unglück oder das ihnen angetane Unrecht wird zur karmischen Notwendigkeit. Auf den Holocaust bezogen wird diese Sicht bei Beatrice Flemming, Erhard F. Freitag und Thorwald Dethlefsen.
1996 veröffentlichte der „Reinkarnationstherapeut“ Trutz Hardo in seiner Reihe Farbromane ein Buch mit dem Titel Jedem das Seine, wobei er sich ausdrücklich auf die Losung am Eingang des KZ Buchenwald bezog. Darin schrieb er: „Doch bedenke, nicht er hat den Juden das Schicksal der Gaskammern zuerteilt, sondern jene haben es sich selbst ausgesucht, denn nichts geschah gegen ihren Wunsch und ihren Willen. Hitler ist nur der Vollstrecker ihres Willens!“ Aufgrund dieser Äußerung wurde Hardo 1998 wegen Volksverhetzung in Tateinheit mit Beleidigung und der Verunglimpfung des Andenkens Verstorbener zu einer Geldstrafe verurteilt. Das Buch wurde im selben Jahr verboten, das Urteil in zweiter Instanz grundsätzlich bestätigt.

## Fiktionen zu okkulten Einflüssen auf den Nationalsozialismus
Neben der tatsächlich vorhandenen Schnittmenge zwischen Rechtsextremismus und Esoterik wird in populärer Literatur der Mythos verbreitet, der Aufstieg und Erfolg der Nationalsozialisten und insbesondere Hitlers sei maßgeblich auf „okkulte“ Einflüsse zurückzuführen. Hans Thomas Hakl zeigte 1997 auf, dass sich derartige Spekulationen in ihren Ursprüngen bis in die 1930er Jahre zurückverfolgen lassen: 1939 war in Paris das Buch Hitler m’a dit des emigrierten Ex-Nationalsozialisten Hermann Rauschning erschienen, eine deutsche Übersetzung erschien 1940 in Zürich unter dem Titel Gespräche mit Hitler. In diesen nach heutiger Kenntnis frei erfundenen „Gesprächen“ behauptete Rauschning, Hitler habe unter dem Einfluss zerstörerischer magischer Kräfte gestanden. Diese angeblichen Gespräche wurden in Frankreich über den Rundfunk verbreitet, während die deutschen Truppen nach Paris vordrangen, und erlangten so eine erhebliche Publizität. Etliche vergleichbare Schriften erschienen um 1940 in Frankreich und Großbritannien.
Dieses Motiv einer „okkulten“ Beeinflussung Hitlers wurde in den 1960er Jahren von diversen Autoren aufgegriffen und weiter ausgebaut, wobei dem 1960 ebenfalls in Paris erschienenen Buch Le matin des magiciens von Louis Pauwels und Jacques Bergier (deutsch: Aufbruch ins dritte Jahrtausend, 1962) eine Schlüsselrolle zukam. Pauwels und Bergier griffen auf den alten Thule-Mythos und die durch den englischen Schriftsteller Edward Bulwer-Lytton (The Coming Race, 1871) geprägte Vorstellung einer „Vril-Energie“ zurück und konstruierten diverse okkulte Aktivitäten als Grundlage der Macht Adolf Hitlers. So sei die Münchener Thule-Gesellschaft „der magische Mittelpunkt der NS-Bewegung“ gewesen, und in Berlin habe es eine „Vril-Gesellschaft“ gegeben, deren Ziel es gewesen sei, mit Hilfe der Vril-Energie eine neue Menschenrasse hervorzubringen. Während die Vril-Gesellschaft offenbar eine freie Erfindung war, hat die Thule-Gesellschaft tatsächlich existiert, allerdings nur von 1918 bis etwa 1925, also vor dem Aufstieg Hitlers und der NSDAP, und ihre Aktivitäten waren rein politischer Natur (antisemitisch und konterrevolutionär).
In diesem Zusammenhang stilisierten Pauwels und Bergier sowie später daran anknüpfende Autoren zwei Personen, denen auch in seriöser Literatur ein gewisser Einfluss auf Hitler zugeschrieben wird, zu dessen „okkulten Beratern“: Dietrich Eckart und Karl Haushofer. Diese hätten als Eingeweihte die Thule-Gesellschaft zu einem Werkzeug geheimer Mächte gemacht und Hitler durch die Übermittlung okkulten Wissens und durch Verbindungen mit höheren geistigen Wesen darin unterstützt, die Weltherrschaft zu erlangen. Zutreffend ist, dass Eckart als Freund und Mentor den jungen Politiker Hitler gefördert und ideologisch beeinflusst hat, und bei dem Geopolitiker Haushofer wird ein möglicher Einfluss auf geopolitischem Gebiet („Lebensraum im Osten“) diskutiert.
Die Mystiker und Okkultisten Sri Aurobindo und Mira Alfassa behaupten, Hitler wäre ein Medium für einen Asura gewesen, wodurch sein Schutz vor Attentaten, die angeblich suggestive Kraft seiner Reden sowie Einfälle wie der Blitzkrieg zu erklären seien.

### Das Tibet-Motiv
Bereits bei Helena Blavatsky finden sich häufige Bezüge auf Tibet, außerdem der Shambhala-Mythos. Diesen und den von Saint-Yves d’Alveydre sowie Ferdynand Antoni Ossendowski ausgeformten Agarthi-Mythos verweben Pauwels und Bergier zu einer neuen „Legende“. Sie schreiben, eine angeblich 1905 von Haushofer erzählte tibetische Sage habe die Begründer der NSDAP stark geprägt. Nach dieser soll ein hochkultiviertes Volk – der „arische Grundstamm“ – zunächst im Bereich der heutigen Wüste Gobi gelebt haben. Nach einer Katastrophe habe sich dieses Land in eine Wüste verwandelt, und die Überlebenden seien nach Nordeuropa und in den Kaukasus ausgewandert. Ihre „großen Weisen, die Söhne der Geister anderer Welten“ hätten sich dagegen in einen riesigen Höhlenbezirk im Himalaya zurückgezogen, und zwar in zwei gespaltenen Gruppen: Die dem Pfad zur rechten Hand folgende Gruppe, mit Agarthi im Mittelpunkt, und die Gruppe, die dem Pfad zur linken Hand folgt, der über Shambhala (Shampullah), die Stadt der Macht und Gewalt, führt. Für Haushofer seien daher Tibet sowie die Wüste Gobi, Pamir, Turkestan und ganz Osteuropa Ziel deutscher Eroberung gewesen. Wer diese „Herzregion“ (Heartland-Theorie) beherrsche und Zugriff auf die noch existierenden geheimen Machtzentren der Gobi-Exilanten habe, sei gleichzeitig Herrscher der Welt.
Der Kulturwissenschaftler Joscelyn Godwin hält das auf diese abseitige Version von Pauwels und Bergier rekurrierende Buch Der Speer des Schicksals von Trevor Ravenscroft für das wahrscheinlich ärgste und grauenerregendste Machwerk geschichtlicher Umerfindung. Ravenscroft interpretiert Agarthi und Shambhala als Zentren luziferischen bzw. ahrimanischen Einflusses (den beiden Quellen des Bösen in der Kosmologie Rudolf Steiners). Demnach seien die Eingeweihten Agarthis auf Astralprojektionen spezialisiert. Sie würden versuchen, die Menschheit mit falschen Führern zu versorgen. Die Adepten Shambhalas seien bestrebt, die Illusion des Materialismus aufrechtzuerhalten und alle menschlichen Aktivitäten in den Abgrund zu führen.

### Heiliger Gral – SS – Katharer

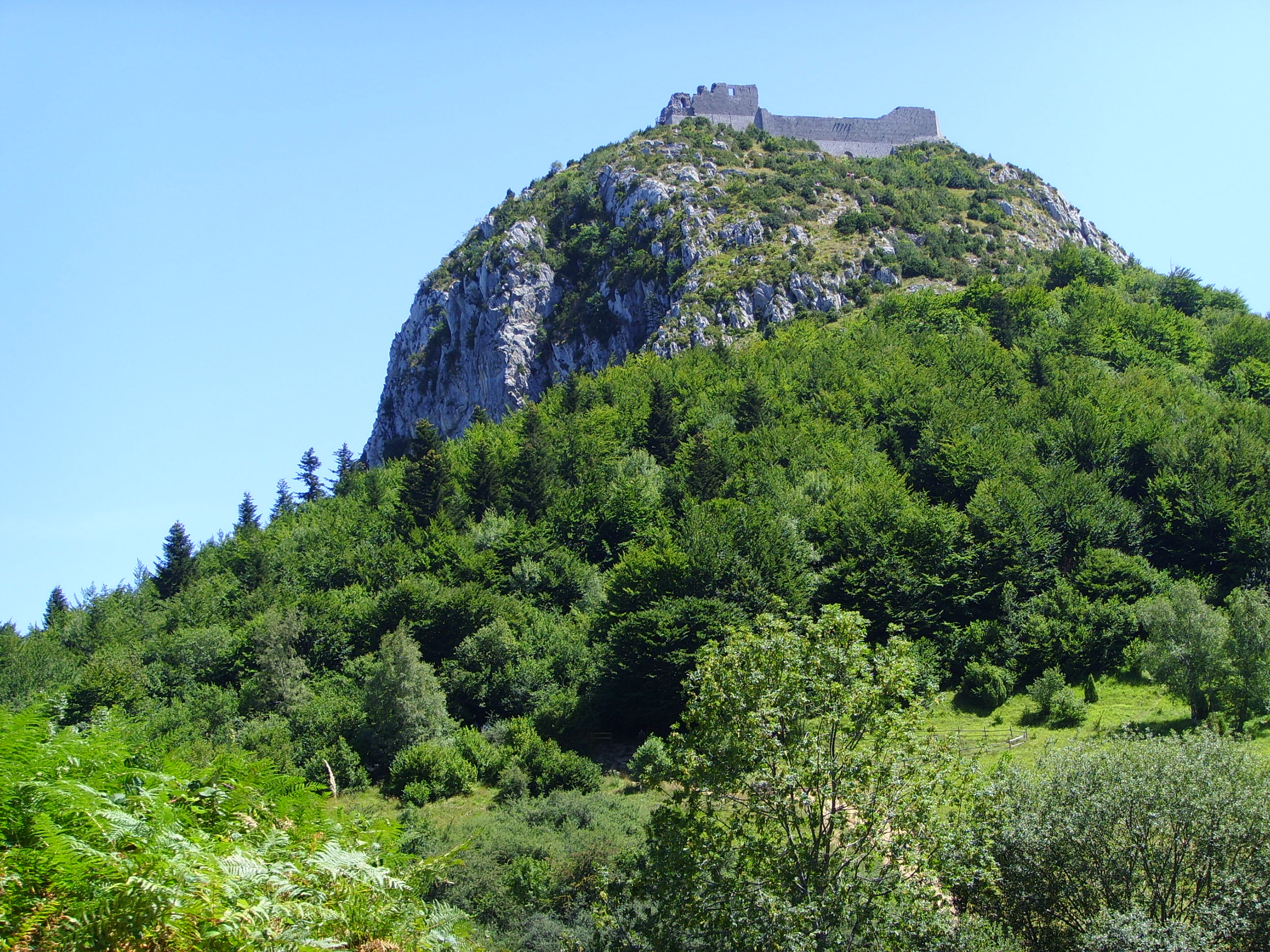
Marc Augier erzählt, Himmlers SS habe den Gral in der Montségur–Region gefunden.

Weitere Motive sind die Heilige Lanze, die mit Hitler in Verbindung gebracht wird, analog der Heilige Gral mit der SS und den Katharern. In seinem 1967 veröffentlichten Buch Nouveaux Cathares pour Montségur (Neue Katharer für Montségur) beschreibt Marc Augier, wie sich die SS für den Gral interessierte und dass den Katharern dessen Besitz oder das Wissen über dessen Verbleib nachgesagt wurde. Otto Rahn ging in den 1930er Jahren diesen Hypothesen in der Provence und im Languedoc nach und war der Meinung, dass es sich beim Katharertum um eine germanisch geprägte dualistische Häresie mit uralten arischen Wurzeln handelt, die in Verbindung mit dem Gralsmythos steht. Seit 1935 arbeitete Rahn im „Rasse- und Siedlungshauptamt“ (RuSHA) der SS ohne genau definierten Aufgabenbereich, wo seine Publikationen als nationalsozialistisches Gedankengut betrachtet wurden und ihm die Berufung in Heinrich Himmlers Stab einbrachten. 1936 wurde er Mitglied der SS. Marc Augier, ebenfalls ein SS-Mann, spann die Ideen Rahns weiter und behauptete kontrafaktisch, Himmler habe einen SS-Suchtrupp zur Burg Montségur geschickt, dem es gelungen sei, den Gral zu bergen und in Hitlers Kehlsteinhaus im Führersperrgebiet Obersalzberg bei Berchtesgaden als neue Gralsburg zu bringen. Nach Kriegsende sei der Gral in einem Gletscher des Tiroler Hochfeilers versenkt worden.
1971 fanden sich mit Bertrand und Angelini Trittbrettfahrer, die diese Fantasien in ihrem Bestseller Hitler et la tradition cathare (Hitler und die Tradition der Katharer) effektbetont variieren bzw. wiederholen. In Landigs neonazistischer Mythologie gerieten die SS-Leute nach dem Zweiten Weltkrieg in die einstige Rolle der als Häretiker verfolgten Templer und Katharer. In Howard Buechners Buch Emerald Cup – Ark of Gold: Quest of SS Lieutenant Otto Rahn (1991) wird Rahn als ein auf den Spuren Parzivals wandelnder Katharerfeldforscher dargestellt, der die erfolgreiche SS-Suche nach dem Gral initiiert hat. In der Version Buechners wurde der Gral in einer geheimen Kommandomission von Otto Skorzeny in den Pyrenäen geborgen und zur Wewelsburg gebracht.

### Literarische und politische Einordnung
N. Goodrick-Clarke nennt dieses Literaturgenre „Nazi-Mysterien“. Die Kommunikationswissenschaftlerin Eva Kingsepp spricht – wie Goodrick-Clarke an anderer Stelle – von „Kryptohistorie“, die oft angeblichen Nazi-Okkultismus und Nazi-Wissenschaft verbinde. „Diese [Themen] sind auch charakteristisch für viele rein fiktionale Texte, und durch die vielen Parallelen zu Fantasy und Science-Fiction kann man passenderweise von einem weiter konzipierten Genre sprechen, in dem Fakt und Fiktion aufeinander trifft: die Nazi-Fantastik.“ Zwei der Indiana-Jones-Filme von Steven Spielberg hätten die Nazi-Fantastik „zu einem festen Bestandteil der allgemeinen Populärkultur“ gemacht. Auch die Wolfenstein-Computerspiele zählen Kingsepp und Goodrick-Clarke zu diesem Genre.
Die Nazi-Geschichte werde dabei in einer „dualistischen Schwarz-Weiß-Weltsicht“ mythologisch interpretiert. Meist könne der Leser entscheiden, ob er den Mythos auf religiöse Weise versteht, „in der die Welt von höheren Kräften beherrscht wird“, oder „als naturalisierte Ideologie, als politisches Statement“. Im letzteren Fall werde der historische Zweite Weltkrieg als innerweltliche Apokalypse verstanden, „Hitler als modernes Äquivalent für den Teufel“, und okkulte Praktiken als normale Bestandteile der Lebenswelt Himmlers und der SS.
Nicholas Goodrick-Clarke schrieb 1982 die enorme Popularität derartiger Publikationen einer „Nachkriegsfaszination“ zu, in der auch die Vorstellung Platz fand, dass diese herausragende und vielfach als mysteriös betrachtete Episode der europäischen Geschichte kaum anders als durch okkulte Einflüsse zu erklären sei. 2002 sah er in den „Spekulationen, in denen Sorge schwingt, aber auch eine gewisse Angstlust“, „stellenweise die bedenkliche Tendenz, dem Nazismus einen schwarzromantischen Reiz abzugewinnen.“
Kingsepp sieht weiter Einflüsse dieses „Mythos des Nazi-Okkultismus als ein[es] institutionalisierte[n] und praktizierte[n] Phänomen[s] im Dritten Reich“ bis in die „offizielle Erinnerungskultur“ (Wissenschaft oder Ausstellungen) sowie die Kunst, stellt aber eine zunehmende historische Genauigkeit fest. Zentrales Thema sind kultische Praktiken der SS auf der Wewelsburg (stattgefunden haben nur Gelöbnisfeiern). Praktisch knüpft daran der 1982 auf der Wewelsburg als Ritterorden wiedereingesetzte Order of the Trapezoid an, der zum satanistischen Temple of Seth gehört. Beide Gruppen äußern Sympathie für Aspekte Nazi-Deutschlands wie Führertum, gesellschaftliche Kontrolle oder Verehrung des Lebens in einer Synthese aus Hegel und Nietzsche. Der Order of the Trapezoid will das Konstruktive und Romantische aus einer germanischen magischen Tradition herausfiltern, dabei aber ihre grausamen Exzesse und Verdrehungen vermeiden. Daher distanziert er sich scharf von Rassismus und Fremdenhass.
Nur selten wird der Standpunkt dieser Autoren selbst als rechtsextrem angesehen. Hubert Michael Mader von der österreichischen Landesverteidigungsakademie zitiert eine Bezeichnung Ravenscrofts als rechtsextrem, in einem Zug mit Miguel Serrano und Wilhelm Landig. Der Ethnologe Martin Brauen beschreibt Varianten des durch Bergier/Pauwels verbreiteten Tibet-Motivs bei Ravenscroft, dem „neurechten Autor“ Jan Udo Holey, Serrano, Landig, E. R. Carmin, Gerald Suster, Peter Moon, Jens Sparschuh und Friedrich W. Doucet. Er gebraucht dafür den Sammelbegriff einer mehrheitlich „neonazistische[n] Tibet-Okkult-Literatur“, „wohl wissend, dass sich die einen oder anderen Autoren mit dieser Einteilung nicht einverstanden erklären würden.“ „Sie ist Literatur, die mit den Mitteln willkürlicher Geschichtsklitterung braune Ideologie wiederbelebt.“ Allgemein würden die Gräuel des Nationalsozialismus totgeschwiegen. So sieht Brauen in Die schwarze Sonne von Tashi Lunpo von Russell McCloud eine tendenziöse Darstellung: Hitler und die SS erschienen nur als ausführende Werkzeuge einer höheren Macht, den „Agarthi“, die „die Menschen an ihrem göttlichen Wissen teilnehmen lassen“ wollen. Nur ihre Gegner, die Freimaurer, würden foltern und morden; sie werden im Roman von den „Shamballah“ unterstützt, „die weiterhin als Götter verehrt werden wollten“.

## Verschwörungstheorien zum New Age
In den 1980er Jahren wurde das populäre New Age zum Gegenstand vielbeachteter verschwörungstheoretischer Spekulationen in englischsprachigen christlichen Milieus. So behauptete die US-amerikanische Anwältin und Schriftstellerin Constance Cumbey in The Hidden Dangers of the Rainbow (1983), die New-Age-Bewegung strebe die Bildung einer Weltregierung an, und stellte Bezüge zum Dritten Reich her. Die Ziele dieser Bewegung seien mit denen Hitlers identisch („complete identity“). In ähnlicher Weise brachten Dave Hunt und T.A. McMahon in ihrem Bestseller The New Spirituality (1988) die New-Age-Bewegung und den Okkultismus mit dem Nationalsozialismus in Verbindung.

## Verwandte Themen
Esoterik wird hier nicht in einem weiten umgangssprachlichen Sinn verstanden, der fast alle neueren religiösen Anschauungen, Geheimlehren oder Verschwörungstheorien einschließt, sondern im Sinn der Geschichtswissenschaft, der allerdings auch nicht scharf abgegrenzt ist. Im hiesigen Artikel finden sich keine oder wenig Informationen zu folgenden Themen:
- Politik und Gesellschaft im Neuheidentum und
- dem pantheistischen Bund für Deutsche Gotterkenntnis.

Nicht als esoterisch wird das traditionelle Christentum bezeichnet, bei dem aber auch Verbindungen zu faschistischer Ideologie bestehen oder bestanden, etwa in Form von Klerikalfaschismus, Antisemitismus bei einigen Predigern der Christian Right wie Jerry Falwell und John Hagee oder bei der Christian-Identity-Bewegung und der dem Terrorismus nahestehenden Organisation Aryan Nations.